# هيو جيلكريست
هيو جيلكريست (بالإنجليزية: Hugh Gilchrist)‏ هو دبلوماسي أسترالي، ولد في 8 أغسطس 1916 في سيدني في أستراليا، وتوفي في 16 أكتوبر 2010.